# اولند
اولند (به هلندی: Oudeland) یک منطقهٔ مسکونی در هلند است که در Rotterdam واقع شده‌است.